# Neo Sans
Die Neo Sans ist eine Groteskschrift, die von dem britischen Typografen Sebastian Lester gestaltet wurde. 

## Geschichte und Verwendung
Die Schrift wurde ab 2004 von Agfa Monotype Corporation vertrieben. Weltweit bekannt wurde die Neo Sans durch ihre Verwendung als Hausschrift für die Intel Corporation. Sie wird als Hausschrift sowohl von der britischen Labour Party und der portugiesischen Partido Social Democrata verwendet. Neo Sans wird außerdem im Logo der international tätigen Produktionsfirma „Shine“ verwendet.